# Abelstok (bos)
Abelstok is een bos bij de Abelstokstertil in de gemeente Het Hogeland in de Nederlandse provincie Groningen, aan zuidzijde van de N361.
Dit bos is van oorsprong een hoogstamboomgaard, in 1923 opgezet door Johannes Petrus Bos, met veel soorten appels en peren. De boomgaard vormde onderdeel van kwekerij "De Morgenzon". In 1961 overleed Bos. In 1967 verkocht zijn neef Jan de toen al sterk verouderde boomgaard aan Carel Klijnhout (1912 - 1983) uit Den Haag, publicist en adviseur op het gebied van landbouwpolitiek en -economie. Deze zette het bedrijf voort als een besloten vennootschap en besloot de boomgaard niet meer te laten behandelen met insecticiden, zodat de oogst als biologisch-dynamisch verantwoord op de markt kon worden gebracht. Onbespoten fruit kwam in de mode bij consumenten maar bleek nog niet rendabel voor dit bedrijf.
In 1971 vormde een kleine groep aanhangers van de Kabouterbeweging uit Amsterdam een commune in de boerderij, aanvankelijk met toestemming van Klijnhout. Zij verkochten het fruit ondershands in de hoofdstad aan winkels voor natuurproducten. De gemeente Leens verklaarde het huis Abelstok onbewoonbaar en zette de "krakers" eruit. Het bedrijfsgedeelte, schuren en een koelcel voor fruit, bleef in gebruik.
Klijnhout kwam in financiële en praktische problemen nadat justitie eind 1971 beslag had gelegd op de goederen en activa van zijn hypotheeknemer, de Stichting Bedrijfspensioenfonds voor het Bakkersbedrijf in Groningen, wegens verdenking van fraude en verduistering door haar bestuurders. Klijnhout besloot daarop de boomgaard helemaal te laten verwilderen, als een natuurlijk rustpunt in de verder totaal agrarisch bewerkte omgeving. Er woonde, in een caravan, een vrijwilliger van de stichting het Groninger Landschap. Hij hield stropers en fruitdieven op een afstand. 
De boerderij brandde in 1977 af. Pas in 1978, toen het strafproces inzake het Bakkers Pensioenfonds was afgerond, kreeg Klijnhout weer de volle beschikking over Abelstok. In 1980 deed hij het gebied Abelstok over aan de Bureau Beheer Landbouwgronden. In 1984 liet deze stichting een stuk bos bijplanten, waarmee het dorpsbos zijn vorm kreeg. Het geheel wordt beheerd door Landschapsbeheer Groningen, onder de naam Abelstokstertil.